# 키노모토 사쿠라
키노모토 사쿠라(木之本 桜 기노모토 사쿠라[*], 번안: 유체리)는 《카드캡터 사쿠라》의 주인공이다. 크로우 카드의 주인이자 마법사이며, 역경을 겪을 때마다 "틀림없이 잘 될 거야(일본어: 絶対だいじょうぶだよ)"라는 무적의 주문으로 극복하는 긍정적인 인물이다. 또한, 크로우 리드의 후계자다.

## 소개
밝고 따뜻한 마음의 소유자로 친구들이 많으며 순수하고 배려심 있는 성격으로 주변인들의 사랑을 받지만, 덕분에 친구 야마자키 타카시(번안: 최우규)가 꾸며낸 이야기에 잘 속는다. 어머니 나데시코(번안: 임소하)의 외모와 많이 닮은 얼굴로 운동능력이 좋지 못하던 어머니와 다르게 아버지 후지타카(번안: 유익한)를 닮은 뛰어난 운동능력으로 스포츠에 능통하지만, 허술한 면이 있어 종종 '배턴 트월링'을 할 때 막대기를 놓쳐 머리에 맞기도 한다.

## 작중 활동
크로우 카드 편
토모에다 초등학교(번안: 우수초등학교)의 4학년 사쿠라는 어느 날 아버지의 서고에서 이상한 책을 발견하고 그 책에 봉인 되어있던 '봉인의 파수꾼' 케르베로스(케로)와 만나 카드 캡터로 임명된다. 책을 펼치며 날아가 버린 《크로우 카드》를 모으기 위해 케로와 함께한다. 주변인들에겐 비밀이지만 친구 토모요(번안: 신지수)는 사쿠라가 ‘카드 캡터’인 것을 알고 있으며 사쿠라가 카드 캡터로 활동할 때 입는 모든 옷을 만들어 준다. 순조롭게 카드를 모으며 겨울을 맞은 사쿠라는 흩어진 '크로우 카드'를 찾기 위해 홍콩에서 전학 온 크로우 리드의 먼 친척인 전학생 리 샤오랑(번안: 이소랑)과는 처음에는 다소 사이가 좋지 않은 라이벌 관계였지만, 카드를 함께 모아가며 친구가 된다.
사쿠라는 불의 카드인 '파이어리'를 봉인하고 그 영향으로 불꽃과 대지를 지배하는 케로베로스는 원래 모습을 되찾는다. 연이어 대지의 카드인 '얼디'를 마지막으로 봉인하고 드디어 '크로우 카드'를 전부 모으는 순간, 마력이 부족한 상태에서는 진짜 모습으로 돌아갈 수가 없어 그동안은 다른 모습으로 위장을 하고 있었던 '크로우 카드'의 또 다른 수호자 유에가 나타난다. 유에는 심판관으로서 '선별관' 케르베로스가 후보자를 선택하고 '심판관' 유에가 후보자를 시험하는 최후의 심판을 거행한다. 이전에 케로가 말했던 “ 「크로우 카드」 그 '봉인'이 풀리는 날 이 세상에는 재앙이 찾아온다! ”는 말은 최후의 심판을 말하는 것이였다. 사쿠라는 크로우 리드가 죽기 전 후보자를 위해 남긴 '월령'을 카호(번안: 문현아)에게 건내 받고 월령의 도움을 받아 크로우 리드가 남긴 '봉인의 지팡이'를 사쿠라의 힘이 담긴 '별의 지팡이'로 바꾸고 최후의 심판을 받는다. 주인이 아니라 친구가 되면 좋겠다는 사쿠라에 말에 유에는 심판을 완료하고 사쿠라를 새로운 주인으로 인정한다. 샤오랑과도 연인이지만 류미호와도 연인관계이다.
사쿠라 카드 편
말도 안 되게 성숙해졌다. 2년도 안 되는 시간 사이에 거의 머리 하나만큼 키가 더 크며 귀여운 이미지에서 발랄한 이미지로 바뀌었다. 눈과 머리의 채색이 조금 더 밝은 톤으로 변한 것도 차이점. 특히 머리색은 거의 염색이라도 했나 싶은 수준으로 밝아졌는데, 아래 피규어 사진들만 봐도 답이 나온다.
그리고 이제는 롤러스케이트로 통학하지 않는데, 초등학교 때와는 다르게 중학교에서는 교내에서도 구두를 신기 때문에 중학교부터는 도보로 통학하는 듯하다. 2018년 3월 11일 방영분(애니메이션 10화)에서 오랜만에 롤러블레이드를 신고 카드를 포획하는 사쿠라의 연출이 있었다.
2016년 6월부터 나카요시에서 연재되고 있는 클리어카드 편에서는 예지몽을 꾸고 나서 일어났더니 카드가 전부 투명해져서 쓸 수 없게 되었다.
카드를 모으고 카드의 힘을 변화시키는 등 산전수전 다 겪은 경험을 바탕으로 폭우가 쏟아지는 와중에 뛰어서 미끄럼틀을 역행해 올라가거나 축구 골대를 벽타기할 정도로 말 그대로 괴물같은 신체능력을 선보이거나 갑작스러운 사건이 발생해도 예전처럼 울거나 당황하지 않고 침착하게 힘을 상쇄할 방법을 생각하는 등 멘탈갑의 면모를 보여준다. 크로우 리드편과 달리 처음부터 플라이 카드 같은 이동기가 없기 때문에 한동안 도심속을 뛰어다니며 새로운 카드를 수집하는 트레시스의 모습을 보일듯 하다.
2화에서는 1화와 비슷한 꿈 속에서 새로운 열쇠를 얻게 된다. 열쇠 자체는 8각별에 원의 형태도 조금 바뀌었다. 봉인을 해제하면 원 안의 별이 6망성이 되고(2중으로 겹쳐져 있어서 실질적으로는 12각별이다) 화려해진다.
3화에서는 2화의 꿈 속에서 얻었던 열쇠가 꿈에서 깨고 나서도 손 안에 있는 것을 알게 된다. 상황으로 봐서는 이전의 열쇠가 바뀐 것은 아니고 아마 완전히 새로운 열쇠를 추가로 얻은 듯하다. 츠바사 크로니클에서의 일을 보더라도 이쪽이 더 가능성이 높다.
카드를 쓸 수 없는 상황에서 원인을 알 수 없는 강풍에 휩쓸려서 위기에 처했는데, 칼날 같은 모양으로 바뀐 바람이 사쿠라를 덮쳐서 절체절명의 위기에 처한 순간 새로운 열쇠에서 빛이 나면서 공격을 방어한다. 그리고는 새로운 열쇠로 봉인해제를 하자 새로운 마법진과 지팡이가 나타난다! 전체적으로 무언가 이전보다도 더 업그레이드 되었다는 느낌이 팍팍 드는 디자인이다. 사쿠라 카드 편 마지막에서 LIGHT, DARK를 바꿀 때 케르베로스와 유에가 지팡이 안에 들어갔을 때와도 다른 모습이다.
새로운 지팡이를 본 사쿠라는 사쿠라 카드를 처음 바꾸어 나갈 때의 경험 덕인지 이번에는 아무 시행착오도 없이 '이전과 똑같은 주문으로는 아무 일도 일어나지 않을거야.'라고 바로 깨닫는다. 그리고는 아주 잠시 눈을 감고 생각하더니 곧바로 새로운 주문으로 바람을 제압한다. 이 때의 주문은 "주인없는 자여, 꿈의 지팡이를 통해 나의 힘이 되어라! 시큐어!" 그러자 사쿠라를 공격하던 바람의 힘은 마치 크로우 카드를 봉인하던 때처럼 카드가 되어서 사쿠라의 손 안으로 들어온다. 카드의 이름은 GALE이고 카드 위의 한자는 疾風(질풍). WINDY와 관련이 있을 것 같은 이름이지만 현재로서는 모든 것이 불명. 카드의 뒷면에는 새로 바뀐 사쿠라의 마법진 모양이 새겨져 있고, 새로운 카드는 투명하다. 문양이 새겨져 있는 부분을 제외하고는 투명해서 카드 뒤에 있는 것이 비치는데, 신기한건 앞면과 뒷면의 모양이 다르고 겹치지 않는 부분이 있음에도 앞면을 보고 있을 때는 뒷면의 문양은 전혀 보이지 않고 앞면에 새겨진 모양을 제외한 부분은 전부 투명하게 비쳐 보인다. 이는 뒷면도 마찬가지.
3화 마지막에 샤오랑과 에리오르가 통화를 하는데, 두 사람 다 무언가 알고 있다는 느낌. 샤오랑은 사쿠라가 새로운 열쇠나 카드에 대해 물어볼 때는 아무것도 모르겠다는 식으로 대답했다. 앞으로의 전개를 기다려보자.
웬일로 하냥~하는 대사가 안 나온다 했더니만, 8화에서 케이크를 먹으며 결국 등장했다. 무의식적으로 말하고 엄청 부끄러워 한다.

애니 12화에서 새로운 떡밥이 등장했다. 꿈 속에 등장한 수수께끼의 복면이 사쿠라가 가지고 있는 꿈의 열쇠를 가져가려는 걸 억지로 잡아당기자, 뒤에서 멈춰있던 거대 톱니바퀴가 덜컹거리며 움직이기 시작했다. 코믹스에서 유나 D 카이토가 "D의 마력으로도 책의 시간을 멈출 수 없다"라고 지칭한 것과 무언가 관계가 있을 것으로 보인다.
애니 15화에서는 토모요가 극장판 당시의 연극 영상을 메이링과 아키호에게 틀어주는데, 당연히 부끄러움에 죽으려고 한다. 게다가 이 당시 샤오랑에게 고백하려다 망설이기를 몇 번이나 반복했다가 때를 놓치고는 하마터면 샤오랑이나 자신의 기억이 날아갈 뻔했던 당시의 기억이 아픈 곳을 찌르기도. 영상 리스트에는 유원지에서의 데이트 영상으로 추정되는 『유원지』라는 비디오 클립도 존재했다. 심지어 토모요는 연습 영상까지 촬영해둔 상태였고, 샤오랑과 댄스 연습을 하는 자신의 모습까지 보여주자 멘탈이 아작난다.
코믹스 23화에서 밝혀진 정보는 사쿠라의 마력이 너무 강해진 탓에 사쿠라의 제어력을 넘어서 혼돈에 가까운 형태가 되어 있고, 그 결과 사쿠라는 다른 누군가가 만든 것을 참조로 하지 않고 자신의 폭주하는 마력을 무의식적으로 카드화시켜서 사용하고 있다고 한다. 이게 바로 클리어 카드. 유나 D 카이토가 노리는 것도 이렇게 카드화된 클리어 카드 중 현재 아직 등장하지 않은 카드.
애니 19화에서는 카드 등장도 없었고 별다른 사건도 없었고 병원 소아과 병동의 아이들에게 동화책 낭독회를 들려주는 감동적인 스토리로 끝나는 듯 했으나... 후반부에 사쿠라가 기록(RECORD) 카드로 낭독회 기록에 실패한 것을 보아 시간이나 과거에 관련된 카드가 등장이 임박한 것으로 보이며, 클리어카드 사건이 최종장을 향해가고 있음을 암시하는 듯한 모습을 보아다. 이때 기록(RECORD) 카드에는 낭독회가 아닌 30여년 이상 전의 과거 병원의 모습이 기록되었다.
애니 21화에서는 자신을 비추면 좋은 거울이 생기면 좋겠다고 하여서 [ruby(경상, ruby=Mirror)]가 나타났다. 애니 22화에서 아키호가 꿈에서 나온 카드가 [ruby(경상, ruby=Mirror)]이다.
애니 22화에서 영어 수업시간에 꿈과 희망이 다른 말로도 말할 수 있다라고 마이크가 물어보니 사쿠라는 'Hope'라고 대답했다.
코믹스 27화에서 아키호를 집의 서고로 데리고 갔는데, 키노모토 가 자체가 아무런 주술적 처리 없이 거주자를 보호하는 강한 힘을 지니고 있었던데다가, 다른 곳 보다도 서고가 힘이 가장 강했기 때문에 아키호의 봉인이 살짝 풀려서 사쿠라와 아키호 본인을 사쿠라가 꿨던 꿈 속과 같은 공간에 가두게 된다. 열쇠를 봉인해제해서 Gale로 아키호를 뒤덮은 어둠을 갈라내고, Flight와 Mirror를 이용해서 자신과 아키호를 동시에 날게 하여 서고 밖으로 탈출하는데 성공하고, 자신을 위해 날아오는 유에, 케로, 샤오랑과 합류하지만, 유나 D 카이토가 시간을 멈춰버린다.
하지만 28화에서 멈춰버린 시간 속에서 유나 D 카이토와 모모가 대화하는 가운데 시간정지를 깨트리려고 하자 깜짝 놀란 카이토는 시간을 되감아서, 아키호의 봉인이 풀리기 전으로 되돌리게 된다. 그 후, 되감긴 시간 속에서 아키호를 배웅나가고 설거지를 하던 사쿠라는 영문도 모르게 왼손 검지손가락이 부들거리는 것을 보며 손가락이 엄청 저린데 왜 그런지 모르겠다며 의아해한다.
31화에서 클리어카드가 만들어지는 원인이 자신이라는 알게 되었으며, 32화에서 어릴 적의 샤오랑을 알고 싶다는 말 한마디로 샤오랑이 어린애가 되었다.
50화에서 모모에 의해서, 두 종류의 마력이 사쿠라를 고이 수호하고 있고 그 중 하나는 히이라기자와 에리오르가 걸어둔 저어(齟齬)의 술, 다른 하나는 상냥하고 부드러운 「달」의 힘으로 사쿠라가 에리오르의 시련을 전부 돌파한 후에도 마법과 얽히지 않은 삶을 살 수 있었던 이유가 바로 두 사람의 수호 때문이었다는게 밝혀졌다.
54화에서 유나 D 카이토의 주술을 사쿠라가 무의식적으로 깨트린 덕분에 샤오랑이 카이토가 마법을 쓸 수 있다는 사실을 까발리자 이를 없던 일로 돌리기 위해 시간을 정지시키는데, 사쿠라는 샤오랑의 경고와 동시에 Siege로 자기 자신을 감싸는 방식으로 시간정지를 방어한다. 그 후 대신 샤오랑을 노리려는 카이토를 Transfer로 자기 대신 가둬버리나, Siege의 범위가 너무 좁았던 탓에 지팡이가 Siege 밖으로 나온 상태였기에 시간을 되감는 것을 막아내지 못하고 그대로 샤오랑과 만나기 이전으로 돌아가게 된다. 하지만, 사쿠라의 마력이 강대해진 덕분인지, Siege를 써서 어느정도 막아낸 덕분인지 카이토가 마법을 썼다는 사실만큼은 기억할 수 있었고, 덕분에 카이토의 주술로 입막음된 샤오랑도 조건이 풀린 탓인지 카이토가 마법을 쓸 수 있다는 사실을 알고 있었다고 사쿠라에게 전할 수 있게 되었다. 한편 모모는 마법은 마법이라고 들킨 시점에서 깨지기 시작한다며, 특히나 시간의 마법은, 더욱 상대의 마력이 강하면 강할수록 그런 경향이 강해서 지금까지 카이토가 없던 일로 돌리기 위해 정지시키고 되감은 사건도 다시금 이야기의 결말을 향해 움직이기 시작한다며, 지금까지 카이토가 저지른 짓이 반대로 되돌아올거라고 흥미진진해한다.